# 木纠错
木纠错（藏語：སྨུག་ཆུ་མཚོ，威利转写：smug chu mtsho，THL：Mukchu Tso）位于中国西藏自治区那曲市申扎县境内，地处申扎县中部，湖面海拔4668米，面积78.1平方公里。属于色林错水系，湖水经西北部的永珠臧布注入错鄂。